# توان (فیلم ۲۰۱۳)
«توان» (انگلیسی: Power (2013 film)) فیلمی در ژانر مهیج است که در سال ۲۰۱۶ منتشر شد. از بازیگران آن می‌توان به آمیتاب باچان، اجی دیوگن، آنیل کاپور، سانجی دات، و آمیشا پاتل اشاره کرد.